# Barakaldo Club de Fútbol
Maillots
Le Barakaldo Club de Fútbol est un club de football espagnol basé à Barakaldo au Pays basque.

## Histoire
| \| Barakaldo \| Emplacement de Barakaldo, en Espagne. |
| Barakaldo                                             |

Le club évolue pendant 30 saisons en Segunda División (deuxième division) : de 1934 à 1936, de 1939 à 1945, puis de 1946 à 1957, puis de 1958 à 1961, puis de 1964 à 1966, puis de 1972 à 1975, puis de 1977 à 1979 et enfin une dernière fois lors de la saison 1980-1981.
Il obtient son meilleur classement en Segunda División lors de la saison 1977-1978, où il se classe quatrième du championnat, avec 17 victoires, 10 matchs nuls et 11 défaites.
Le club atteint les huitièmes de finale de la Copa del Rey lors de la saison 1944-1945, ce qui constitue sa meilleure performance dans cette compétition.

## Stade

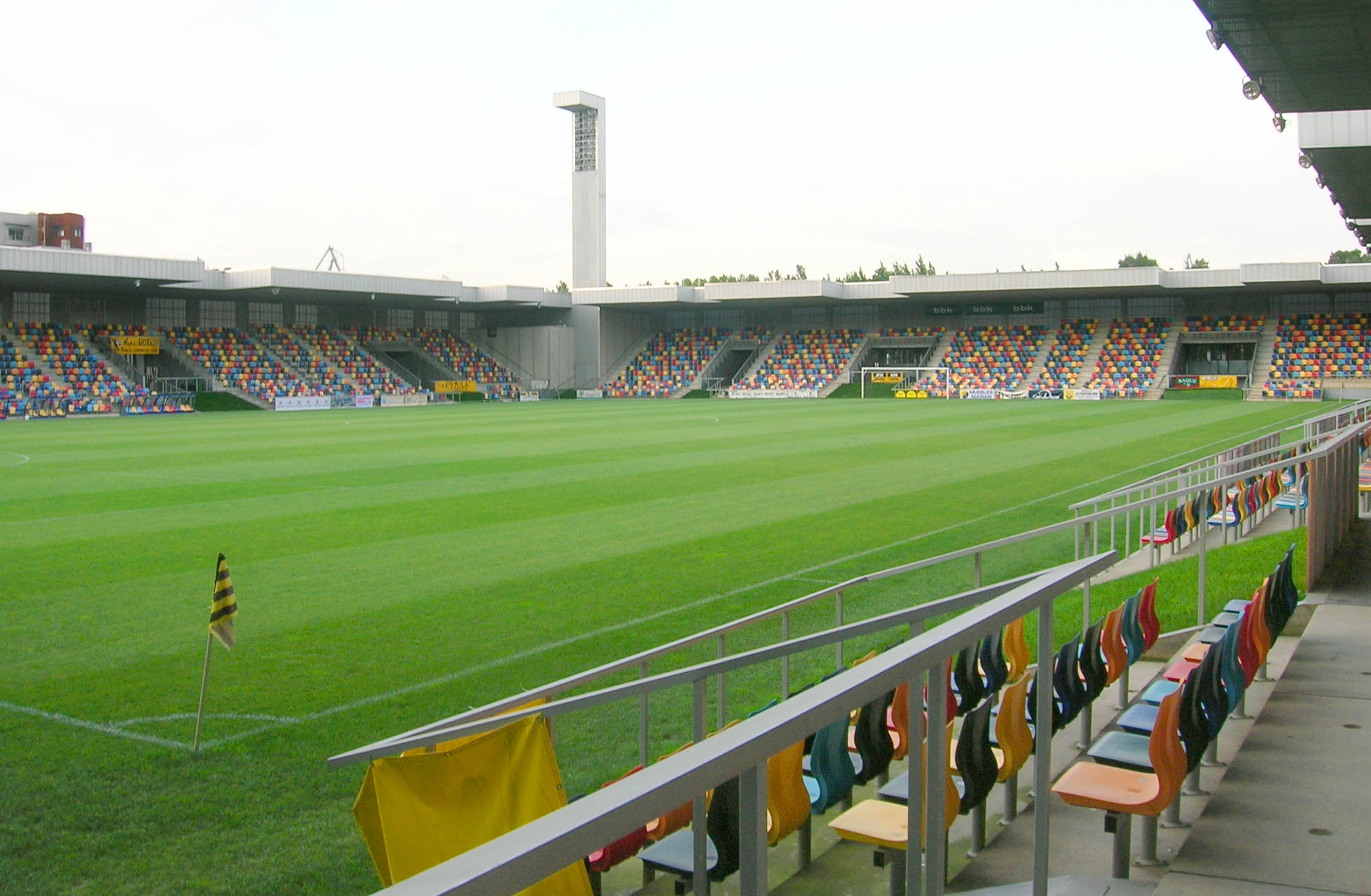
Stade de Barakaldo

Le stade de Lasesarre, appelé couramment « le cirque » ou « le parchis », est inauguré en 2003 (lors d'un match contre l'Athletic Bilbao, victoire 3-2 de Bilbao), en remplacement de l'ancien stade de Lasesarre (1922). Il a une capacité de 7 960 places.
Le nom officiel du nouveau stade est, comme celui du vieux stade, Lasesarre (et non "Nouveau Lasesarre" comme il est commun de le faire en Espagne). Durant les premiers mois de l'équipe dans ce stade, l'équipe de direction du club, alors dirigée par le Président Roberto Gijón, a été obligé d'envoyer un communiqué aux investisseurs en éclaircissant ce point, puisque beaucoup d'entre eux se référaient de façon erronée au stade comme "Nouveau Lasesarre", alors que son nom correct est simplement "Lasesarre".

## Maillot
Les maillots des joueurs : Un maillot jaune et noir, un short noir et des bas noirs.

## Palmarès
- Segunda División B (3) : 1980, 1998 et 2002.
- Tercera División (8) : 1930, 1931, 1958, 1963, 1964, 1972, 1977 et 1988.

## Saisons
| Primera División   | 0  |
| Segunda División   | 30 |
| Segunda División B | 34 |
| Tercera División   | 24 |

## Entraîneurs
- 1949-1950 :  José Mandaluniz[2],[3]

## Anciens joueurs
- Agustín Bata
- Luis María Echeberría
- Serafín García
- Guillermo Gorostiza
- Daniel Ruiz
- Manuel Sarabia
- Telmo Zarra